# El Progreso (diari del Partit Republicà Radical)
El Progreso era un periòdic escrit en castellà fundat pel polític republicà Alejandro Lerroux a Madrid el 1897 i establert a Barcelona el 29 de juny de 1906.
Tenia un tarannà anticlerical i obrerista demagògic. Des de 1908 fou l'òrgan del Partit Republicà Radical i el seu director oficial fou l'alacantí Trinitat Alted i Fornet, encara que el veritable director en l'ombra era Emiliano Iglesias Ambrosio. Des de la seva fundació es destacà per les seves campanyes contra la formació de la Solidaritat Catalana, però la seva demagògia obrerista li comportà un boicot per part del diari Solidaridad Obrera en 1908. El seu anticlericalisme, barrejat amb la seva furibunda campanya contra la Guerra del Marroc afavorí els fets de la Setmana Tràgica (juliol-agost de 1909), pel qual en foren jutjats el seu director, Trinitat Alted i Fornet, Luis Zurdo de Olivares i el mateix Emiliano Iglesias. Des de 1910 deixà el to obrerista i el 1913 Iglesias es va desentendre del diari.
Durant aquests anys van col·laborar al diari Joan Colominas i Maseras (cunyat de Francesc Ferrer i Guàrdia), Cosme Vidal i Rosich i Bartomeu Calderón Font. El 1933 va canviar el nom per Renovación.